# Манилово (Макар'євський район)
Манилово (рос. Манылово) — присілок в Макар'євському районі Костромської області Російської Федерації.
Населення становить 28 осіб. Входить до складу муніципального утворення Усть-Нейське сільське поселення.

## Історія
У 1936-1944 року населений пункт перебував у складі Івановської області. Від 1944 належить до Костромської області.
Від 2007 року входить до складу муніципального утворення Усть-Нейське сільське поселення.

## Населення
| 2008 | 2010 | 2014 |
| ---- | ---- | ---- |
| 31   | ↘19  | ↗28  |